# Catharina Collet
Catharina Marie Collet (født 19. juni 1945) er en dansk/svensk psykolog, der er særligt kendt for fonds- og bestyrelsesarbejde. 
Hun er datter af bankdirektør pol. mag. Gunnar Löwegren og Karin Löwegren (født Leo) og gift med tidl. minister, kammerhere og godsejer Bernt Johan Collet.

## Uddannelse m.m.
Collet blev fil. kand i psykologi og sociologi fra Lunds Universitet i 1968.
Catharina Collet arbejdede i 30 år som erhvervspsykolog med speciale i hospitals- og sygehusområdet, de sidste 10 år som selvstændig med eget firma og inden da hos AIM og Observa.

## Foreninger

### Kvinder & Sundhed
Collet blev i 2022 valgt som forperson for Kvinder & Sundhed, en upolitisk og frivillig organisation der arbejder for større bevidsthed om sundhed for kvinder samt øget ligestilling for kvinder i arbejdsliv og samfund. Foreningen ønsker at sprede viden og information om kvindesygdomme samt påpege kultur som inspiration for styrket helbred og større livskvalitet.

### Kultur & Arv
I 2018 blev Collet næstformand i den nystiftede kulturbevaringsorganisation og tænktetank Kultur & Arv.

### Dansk-Svensk Kulturfond
Collet var mellem1989 og 2019 først næstformand, senere formand for Dansk-Svensk Kulturfond. En fond, der arbejder for at udbrede kendskabet til svensk kunst og kultur. Ved sin afgang som formand for Dansk-Svensk Kulturfond i foråret 2019 blev Catharina Collet tildelt ridderkorset af den svenske Nordstjärneorden.   
Norsstjärneorden uddeles til medlemmer af det svenske kongehus samt til udlændinge, der har gjort en personlig indsats for Sverige og svenske interesser.

### Europa Nostra
Collet grundlagde 1991 kulturbevaringsorgansationen Europa Nostra Danmark og var fondets formand 1991-2010. År 2000 blev hun valgt til Vicepræsident i den europæiske hovedorganisation med hovedsæde i Haag, Holland. Collet arbejde i disse år med succes for at markere Danmark som en fremtrædende kulturarvsnation indenfor landskabs- og bygningsbevaring.

### Care Danmark
Efter sin afgang 2010 som europæisk vicepræsident for Europa Nostra sad Collet i en årrække i bestyrelsen for den humanitære organisation Care Danmark.